# Teslagrad 2
『Teslagrad 2』（テスラグラッド ツー）は、ノルウェーのインディーゲームスタジオRain Gamesが開発し2023年4月19日（日本時間では4月20日）に発売されたアクションアドベンチャーゲーム。
2013年に発売された『Teslagrad』の続編で、前作主人公の娘ルミナ（Lumina）が本作の主人公となる。ルミナは、本作と世界観を共有するRain Gamesのソフト『World to the West』（2017年発売）の主要人物の1人でもあり、この時の冒険を終えて飛行船で帰郷する途中に突然バイキングからの砲撃を受け飛行船が墜落、不時着した北方の地・ワームヘイム（Wyrmheim）にそびえる塔の内部を冒険し帰郷の手段を探る、というのが本作の物語である。なお、『Teslagrad』から『World to the West』までの作中の年月は25年から30年が経過しているという設定になっている。

## システム
広大なエリアを探索するメトロイドヴァニア要素や磁力にまつわる仕掛けが多く登場することは前作と共通している。
ルミナは前作主人公と同じ能力者「テスラマンサー」（Teslamancer）で、イベントやボスの撃破により以下の能力やアイテムを得る。
- ブリンク - 数歩分先の場所に瞬間移動し、障害物をすり抜けることができる。
- マント - 青色の磁気を周囲に発生させ、青色の地形には反発、赤色の地形には吸着する。
- 滑走 - 地面を高速で滑走し、脆い壁を破壊する。攻撃手段にも用いる。
- ミョルニル - 空中で急速に落下し、脆い足場を破壊する。攻撃手段にも用いる。
- 斧[注 1] - 青色の磁気を帯びた斧を投げ、壁や地面に突き刺したり、一部の扉を破壊したりすることができる。攻撃手段にも用いる。

このほか、ゲームクリアに必須ではないものとして、赤色の磁気を発生させる能力、2段ジャンプをする能力、斧の磁気を強化する能力を習得できる。

## 開発
前作『Teslagrad』のリリース後、開発チームはすぐに続編を作らないことを決めた。それは、すぐに続編に取り掛かると既存の要素だけで構成されてしまうのではないかという懸念から、新たなことに挑戦するための冷却期間が必要と判断したためである。一方で、『Teslagrad』の世界観を維持しつつ異なるジャンルを模索することにし、『World to the West』（2017年）と『Mesmer』（2020年）をリリースした。
前作の世界のスタイルは、北欧風の雰囲気を少し入れた東欧風というものだったが、本作の舞台ワームヘイムはそれを逆転し、東欧風の雰囲気が少しある北欧風となっている。バイキングが登場する本作の設定は北欧の文化に基づいたものである。また、前作では平らな地形にのみ磁力が発生していたが、本作では、北欧の自然を再現するという方針から曲線的な地形にも磁力の処理が施された。
キャラクターのアニメーションには新たな技術が用いられ、これにより、特にルミナの能力に関するスプライトの管理が容易になった。Rain GamesのCEOであるPeter Wingaard Meldahlは、アニメーション関連で触発された作品として、アニメ作品の『スパイダーマン:スパイダーバース』『チェンソーマン』やゲーム作品の『GUILTY GEAR』を挙げている。

## 評価
- 第51回アニー賞（英語版） 「Best Character Animation – Video Game」ノミネート[4]